# Ізяслав Володимирович
Ізясла́в Володи́мирович (давн.-рус. Изѧславль; бл. 981 — 1001) — князь полоцький (990—1001). Представник династії Володимировичів. Родоначальник гілки Ізяславичів Полоцьких. Син київського князя Володимира Святославича і полоцької князівни Рогніди. Посів полоцький престол свого діда Рогволода.

## Імена
- Ізясла́в Володи́мирович — в українській історіографії з іменем по батькові.
- Ізясла́в І По́лоцький — у західній історіографії з номером правителя і назвою князівства.

## Біографія
Матір'ю Ізяслава була полоцька княжна Рогніда. Батьком княжича Ізяслава був київський князь Володимир I Великий. За легендою, під час сварки Володимира з Рогнедою кинувся на батька з мечем.
Ізяслав отримав стіл свого діда Рогволода, близько 990 року. Відбудував зруйновану столицю — Полоцьк, перенісши її на більш високе і неприступне місце у гирлі річки Полоти, на її лівий берег. Ймовірно, що на перших порах регентшею при ньому була Рогнеда Рогволодівна.
Володіючи найбільшим князівством Київської Русі, полоцький князь Ізяслав майже повністю не рахувався з Києвом, вів самостійну торгівлю з прибалтійськими народами і Німеччиною. Після його смерті у 1001 році, причини якої невідомі, став княжити Брячислав. Це відбулося всупереч укоріненому правилу, по якому Володимир посилав на князівство у таких випадках молодших синів.

## Печатка
У 1954 році в Новгороді була знайдена печатка, яку приписують Ізяславу. Вона вважається одним з найстаріших зразків письменства у Східній Європі. На відміну від більшості тогочасних печаток, які відтискалися на круглих металевих болванках і привішувалися до грамот на мотузці, ця печатка відтиснута на смужці свинцю і підвішена до грамоти на мотузці.
На аверсі намальовано тризуб з написом «ΝΖAC**OΖO». Повний напис ймовірно «ΝΖACΛΑOZO», який вказує на ім'я князя. Реверс без зображення з написом «ГРΑΔ*****», імовірно «ГРΑΔΠΛΤСΚ», позначає Полоцьк. Розміри печатки становлять 38 мм в довжину і 24-30 мм в ширину. Товщина смужки 11 мм, а в місці відтиснення — 8 мм.

## Сім'я
- Батько: Володимир (963? —1015), князь новгородський (970—980), великий князь київський (980—1015)
- Матір: Рогнеда (?—1000), донька полоцького князя Рогволода
- Брати і сестри:
  - Вишеслав (бл. 980—бл. 995? до 1010), князь новгородський (990—1010)
  - Святополк (981—після 1019), князь турівський (990—1015), великий князь київський (1015—1019)
  - Святослав (бл.982—1015), князь древлянський (990—1015)
  - Ярослав (бл.983—20.02.1054), князь ростовський (990—?), великий князь київський (1015—1054)
  - Мстислав (бл.983—1036), князь тмутороканський (бл. 990/1010—1023), чернігівський (1015—1036)
  - Предслава (між 983/986— після 1011 до 1042) ∞ наложниця польського короля Болеслава І
  - Всеволод (між 983/984—до 1015), князь володимирський (990—1008/1013)
  - Станіслав (бл.985—до 1015), князь смоленський (990—1015)
  - Судислав (бл.986? —1063), князь псковський (1014—1036)
  - Борис (л.986? —1015), князь ростовський (1010—1015)
  - Гліб (бл.987 ? —1015), князь муромський (1013—1015)
  - Прямислава (бл.987/988—?) ∞ Ласло Лисий, угорський князь
  - NN Володимирівна (?—?) ∞ Бернгард II, маркграф Північної марки
  - Позвізд (до 988/989—1015 ?), мав володіння на Волині.
  - Добронега (до 1011—1087) ∞ Казимир І, князь польський
- Дружина: невідомо
- Сини:
  - Брячислав Ізяславич (?—1044), князь полоцький (1001—1044)
  - Всеслав Ізяславич (?—1003)

### Родовід
|  |                                       |  |  |  |  |  |  |  |  |  |  |  |  |  |  |  |
|  | 4. Святослав, великий князь київський |  |  |  |  |  |  |  |  |  |  |  |  |  |  |  |
|  |                                       |  |  |  |  |  |  |  |  |  |  |  |  |  |  |  |
|  |                                       |  |  |  |  |  |  |  |  |  |  |  |  |  |  |  |
|  | 2. Володимир, великий князь київський |  |  |  |  |  |  |  |  |  |  |  |  |  |  |  |
|  |                                       |  |  |  |  |  |  |  |  |  |  |  |  |  |  |  |
|  |                                       |  |  |  |  |  |  |  |  |  |  |  |  |  |  |  |
|  | 5. Малуша, ключниця                   |  |  |  |  |  |  |  |  |  |  |  |  |  |  |  |
|  |                                       |  |  |  |  |  |  |  |  |  |  |  |  |  |  |  |
|  |                                       |  |  |  |  |  |  |  |  |  |  |  |  |  |  |  |
|  | 1. Ізяслав, князь полоцький           |  |  |  |  |  |  |  |  |  |  |  |  |  |  |  |
|  |                                       |  |  |  |  |  |  |  |  |  |  |  |  |  |  |  |
|  |                                       |  |  |  |  |  |  |  |  |  |  |  |  |  |  |  |
|  | 6. Рогволод, князь полоцький          |  |  |  |  |  |  |  |  |  |  |  |  |  |  |  |
|  |                                       |  |  |  |  |  |  |  |  |  |  |  |  |  |  |  |
|  |                                       |  |  |  |  |  |  |  |  |  |  |  |  |  |  |  |
|  | 3. Рогнеда, князівна полоцька         |  |  |  |  |  |  |  |  |  |  |  |  |  |  |  |
|  |                                       |  |  |  |  |  |  |  |  |  |  |  |  |  |  |  |
|  |                                       |  |  |  |  |  |  |  |  |  |  |  |  |  |  |  |
|  | 7. невідомо                           |  |  |  |  |  |  |  |  |  |  |  |  |  |  |  |
|  |                                       |  |  |  |  |  |  |  |  |  |  |  |  |  |  |  |
|  |                                       |  |  |  |  |  |  |  |  |  |  |  |  |  |  |  |

### Монографії
- Войтович Л.  Князівські династії Східної Європи (кінець IX — початок XVI ст.). Львів: Інститут українознавства, 2000.

### Довідники
- Котляр М.Ф. Ізяслав Володимирович [Архівовано 8 серпня 2016 у Wayback Machine.] // Енциклопедія історії України : у 10 т. / редкол.: В. А. Смолій (голова) та ін. ; Інститут історії України НАН України. — К. : Наукова думка, 2005. — Т. 3 : Е — Й. — С. 430. — ISBN 966-00-0610-1.